# 淡灰海蛇
淡灰海蛇（学名：Hydrophis ornatus）又名丽斑海蛇、黑星海蛇、黑點海蛇。为眼镜蛇科海蛇属的爬行动物，俗名黑点海蛇。分布于从波斯湾经印度半岛沿岸到印澳海域、台湾岛以及中国大陆的广西、广东、海南、山东沿海等地。
全长1米左右。头大，吻钝圆，鼻孔背位，体很侧扁。上唇鳞7（2—2—3）枚，无颊鳞；眶前鳞1枚，眶后鳞2枚；颞鳞2枚+3枚。背鳞颈部33～41行，体最粗部40～49行，呈六角形，略呈覆瓦状排列或相嵌排列，有中央结节或短棱；腹鳞231～299枚，前部较宽，为相邻背鳞的2倍，后部较窄；肛前鳞略大。头背黑色、橄榄色或灰色，体尾背面淡灰色或橄榄色，有51～59个+9～11个黑色或深色宽环斑，此斑不达腹中央；腹部浅黄色或白色。

## 亚种
- 截吻海蛇（学名：Kerilia jerdonii siamensis），Smith于1926年命名。分布于孟加拉湾到斯里兰卡、向东沿马来半岛沿海到泰国湾、南中国海、南到加里曼丹西部沿海以及中国大陆的台湾海峡等地。该物种的模式产地在Patani湾。[4]